# Vaškai
Vaškai (pol. hist. Konstantynów) – miasteczko na Litwie, położone w okręgu poniewieskim, w rejonie pozwolskim, nad rzeką Wyrwitą. Liczy 688 mieszkańców (2001).